# Pierrefitte, Corrèze
Pierrefitte là một xã thuộc tỉnh Corrèze trong vùng Nouvelle-Aquitaine miền trung Pháp.